# Okanagan Lake
Okanagan Lake är en sjö i Kanada.   Den ligger i Regional District of Central Okanagan och provinsen British Columbia, i den södra delen av landet, 3 300 km väster om huvudstaden Ottawa. Okanagan Lake ligger 342 meter över havet. Arean är 351 kvadratkilometer. Den sträcker sig 94,3 kilometer i nord-sydlig riktning, och 33,0 kilometer i öst-västlig riktning.
Följande samhällen ligger vid Okanagan Lake:
- Kelowna (125 109 invånare)
- Summerland (6 292 invånare)
- Westbank (3 930 invånare)

I omgivningarna runt Okanagan Lake växer i huvudsak barrskog. Runt Okanagan Lake är det mycket glesbefolkat, med 3 invånare per kvadratkilometer.